# Діденко Лариса Віталіївна
Лари́са Віта́ліївна Діде́нко (нар. 25 грудня 1979) — український (київський) філософ, науковець, педагог. Історик філософії. Термінолог. Фахівець з історії української філософії XVII ст. Кандидат філософських наук, доцент.

## Життєпис
1979 – 25 грудня продовжилася родина науковців Віталія Діденка та Валентини Кондрашової-Діденко.
1997 – закінчила київську гуманітарну гімназію № 117 імені Лесі Українки.
1997—2002 — студентка філософського факультету відділення «Філософія» Київського національного університету імені Тараса Шевченка.
2002—2005 — аспірантка філософського факультету Київського національного університету імені Тараса Шевченка.
2005 – 30 травня захистила кандидатську дисертацію «Онтологічно-антропологічна модель філософування Ґеорґія Кониського».
2005 — присуджено науковий ступінь кандидата філософських наук.
2005—2006 — старший викладач кафедри філософії Національного університету харчових технологій.
2006—2009 — доцент кафедри філософії Національного університету харчових технологій.
2007 — присуджено науковий ступінь Ph. D.: Doctor of Philosophy in Philosophical Sciences (доктор філософії у галузі філософських наук).
2008 — присуджено вчене звання доцента.
З 2009 — доцент кафедри філософії гуманітарних наук філософського факультету Київського національного університету імені Тараса Шевченка.

## Наукові здобутки
Тематика наукових досліджень включає:
- 1998—1999 — наукова спадщина Ґоттлоба Фреґе (логічні аспекти);
- 2000—2006 — наукова спадщина Ґеорґія Кониського (біографічні дані, онтологічні та антропологічні ідеї, специфіка філософування);
- з 2002 — регіональність філософії;
- з 2011 — філософія вибирання: основи приймання рішення.

## Наукові праці

### Монографії
- Діденко Л. В. Онтологічно-антропологічна модель філософування Ґеорґія Кониського: Монографія / Л. В. Діденко.— К.: Видавничо-поліграфічний центр «Київський університет», 2007. — 212 с.

### Наукові статті
Публікації (90) у наукових часописах презентовані різноманітною тематикою, переважно авторка обирає порубіжні царини.
- Людина в техногенному світі: здобутки та втрати (2002),
- Криза у філософії: можлива вона чи ні? (2002),
- Сознание глобализации и глобализация сознания (2003),
- Легітимність використання терміна «Нова доба» у історико-філософських дослідженнях (2004),
- «Homo technocraticus»: маніфест людяності (2006),
- Жизнь внутри текста (историко-философское исследование-размышление (2006),
- Українська філософія: проблеми, пошуки, перспективи (2006),
- Теорія вибирання: феномен приймання рішення (2013)
- Лінгво–культуро–філософські варіативи поняття «світ» (2015)

Співпрацює із науковими часописами України:
- «Актуальні філософські та культурологічні проблеми сучасності»,
- «Вісник Київського університету імені Тараса Шевченка. Філософія. Політологія»,
- «Гілея»,
- «Мультиверсум»,
- «Sententiae»,
- «Філософська думка»,
- «Філософські проблеми гуманітарних наук» тощо.

## Ресурси
- Кафедра філософії гуманітарних наук: Історія та сучасність. Біографічний довідник [Архівовано 2 квітня 2015 у Wayback Machine.]. За заг. ред. Л. В. Губерського. — К.: ВАДЕКС, 2014. — 174 c. — ISBN 978-966-9725-19-6
- Кафедра філософії гуманітарних наук: Діденко Лариса Віталіївна [Архівовано 2 квітня 2015 у Wayback Machine.]